# Hauz

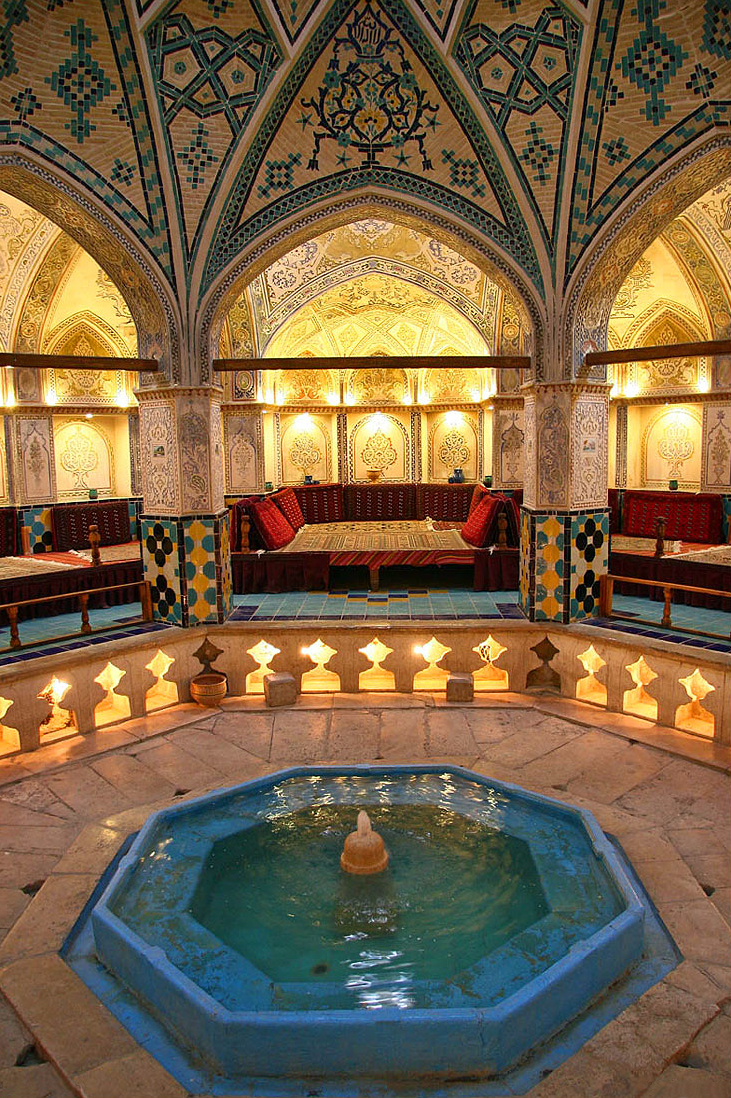
Hauz

Hauz – w świątyniach muzułmańskich, umieszczany na dziedzińcu basen z wodą służącą do rytualnych ablucji.